# 共英製鋼
共英製鋼株式会社（きょうえいせいこう、英文社名 KYOEI STEEL LTD.）は、大阪市北区に本社を置く、電気炉メーカーあるいは略して電炉メーカーと呼ばれる日本の製鉄事業者の一つ。関西を地盤とし、日本の電炉業界では第2位。

## 概要
鉄スクラップを主要資材として、電気炉を用い鉄筋棒鋼を主とした建設用鋼材を製造している。マンションなどの鉄筋コンクリート用棒鋼では国内シェア1位。医療廃棄物・産業廃棄物の処理も手掛け、資源リサイクルの一翼を担っている。日本製鉄資本で、大輪会の会員企業である。

## 主要事業所
- 本社 - 大阪市北区堂島浜一丁目4番16号 アクア堂島西館18階
  - 東京事務所 - 東京都千代田区丸の内
- 枚方事業所 - 大阪府枚方市中宮大池三丁目
- 山口事業所 - 山口県山陽小野田市大字小野田
- 名古屋事業所 - 愛知県海部郡飛島村大字新政成未之切
- 関東事業所 - 茨城県土浦市大畑

## 沿革
- 1947年（昭和22年）8月21日 - 共栄製鉄株式会社設立。
- 1948年（昭和23年）9月 - 共英製鋼株式会社に社名変更。
- 1956年（昭和31年）11月 - 共英伸鉄株式会社を設立。
- 1962年（昭和37年）2月 - 佃工場（後の枚方事業所大阪工場）が操業開始。
- 1963年（昭和38年）
  - 2月 - 佃工場を分離し、共英製鉄株式会社を設立。
  - 12月 - 共英伸鉄の商号を共英特殊鋼株式会社に変更。
- 1966年（昭和41年）3月 - 共英特殊鋼を合併し、放出工場が発足。
- 1971年（昭和46年）10月 - 枚方工場操業開始。電炉工場を新設。
- 1972年（昭和47年）
  - 10月 - 枚方工場に圧延工場を新設。
  - 11月 - 山口共英工業株式会社と熊本共英工業株式会社を設立。
- 1973年（昭和48年）1月 - ニューヨーク州にオーバンスチール社を設立。
- 1978年（昭和53年）6月 - 共英土木工学株式会社を分社。
- 1979年（昭和54年）4月－熊本共英工業の経営権を譲渡。
- 1980年（昭和55年）6月 - 鐵鋼運輸株式会社（後の共英メソナ）を設立。
- 1982年（昭和57年）4月 - 住友金属工業（現・日本製鉄）と資本・業務提携。
- 1985年（昭和60年）12月20日 - 鐵鋼運輸の商号を鐵鋼運輸興業株式会社に変更。
- 1988年（昭和63年）10月 - 和歌山共英製鋼株式会社を設立。
- 1989年（平成元年）3月 - 放出工場を閉鎖。
- 1990年（平成2年）
  - 4月 - 共英製鉄・山口共英工業・第一製鋼・和歌山共英製鋼を合併し、大阪事業所・山口事業所・名古屋事業所・和歌山事業所に再編。
  - 11月 - 共英産業株式会社を設立。
- 1991年（平成3年）
  - 7月 - キョウエイ製鐵株式会社（現・日鉄スチール）を設立。
  - 10月 - 和歌山事業所をキョウエイ製鐵に譲渡。
  - 11月 - 今村製作所の経営権を取得。
- 1992年（平成4年）
  - 4月 - 共英土木工学を共英産業に合併。
  - 11月 - 今村製作所の商号を共英建材工業株式会社に変更。
  - 12月 - フロリダ州のフロリダスチール社の経営権を取得。
- 1993年（平成5年）9月 - キョウエイ製鐵の経営権を住友金属工業（現・日本製鉄）に譲渡。
- 1994年（平成6年）
  - 1月 - ベトナムのバリア=ブンタウ省にビナ・キョウエイ・スチール社を設立。
  - 3月4日 - 関東スチール株式会社を設立。
- 1996年（平成8年）
  - 4月 - フロリダスチールの社名をアメリスチールに変更。
  - 6月 - ベトナムのハイフォンにビナ・ジャパン・エンジニアリング社を設立。
- 1999年（平成11年） - アメリスチール社の経営権を譲渡。
- 2004年（平成16年）
  - 2月3日 - 共英リサイクル株式会社を設立。
  - 4月1日 - 鐵鋼運輸興業の商号を株式会社共英メソナに変更。
- 2005年（平成17年）
  - 3月 - 共英加工販売株式会社を設立。
  - 10月 - 共英産業と共英メソナを完全子会社化。
- 2006年（平成18年）12月19日 - 東証・大証の第一部に上場。
- 2009年（平成21年）
  - 3月18日 - 同年10月1日付けで東京鐵鋼と経営統合すると発表。
  - 10月 - 東京鐵鋼との経営統合の中止を発表。業務提携は継続。公正取引委員会の事前審査に時間がかかりすぎることが理由。予定では株式移転により、共英東京鐵鋼ホールディングス株式会社を設立、両社は傘下の完全子会社として事業展開する計画だった。
- 2011年（平成23年）9月 - キョウエイ・スチール・ベトナム社を設立。
- 2012年（平成24年）4月 - 共英建材工業の全株式を日鐵住金建材に譲渡。
- 2016年（平成28年）
  - 3月 - 枚方事業所大阪工場の操業を停止、同工場を閉鎖。
  - 12月 - BD Vinton LLCの持分を取得し、連結子会社化。社名をビントン・スチール社と変更する。
- 2017年（平成29年）
  - 7月 - 民事再生法の適用を申請し経営破綻した吉年と事業再生支援に関する基本合意書を締結。
  - 10月2日 - 吉年の事業を譲受する受け皿会社として、河内長野興産株式会社を設立。
- 2018年（平成30年）
  - 2月1日 - 子会社の河内長野興産が、吉年（旧社、同日付で株式会社上原興産へ商号変更）の全事業を譲受。同時に河内長野興産の商号を株式会社吉年（新社）へ変更。
  - 5月 - ベトナム・イタリー・スチールの株式の65パーセントを取得し、連結子会社化。
- 2020年（令和2年）3月 - AltaSteel Inc.の全株式を取得し、連結子会社化。
- 2024年（令和6年）3月 - 関東スチールを吸収合併し、関東事業所とする。

## 主要関係会社
- 共英産業株式会社 （大阪市北区）
- 株式会社共英メソナ （大阪市西淀川区）
- 共英リサイクル株式会社 （山口県山陽小野田市）
- 共英加工販売株式会社 （山口県山陽小野田市）
- 共英マテリアル株式会社（大阪府堺市）
- 株式会社吉年（大阪府河内長野市）
- 中山鋼業株式会社 （大阪市西淀川区）
- みどり精密工業株式会社（神奈川県横浜市）
- ビナ・キョウエイ・スチール社 （ベトナム・バリア＝ブンタウ省）
- チー・バイ・インターナショナル・ポート社（ベトナム・バリア=ブンタウ省）
- キョウエイ・スチール・ベトナム社　(ベトナム・ニンビン省)
- ベトナム・イタリー・スチール社 （ベトナム・フンエン省）
- ビントン・スチール社（アメリカ・テキサス州）
- アルタ・スチール社（カナダ・アルバータ州）